# 4 فيستا

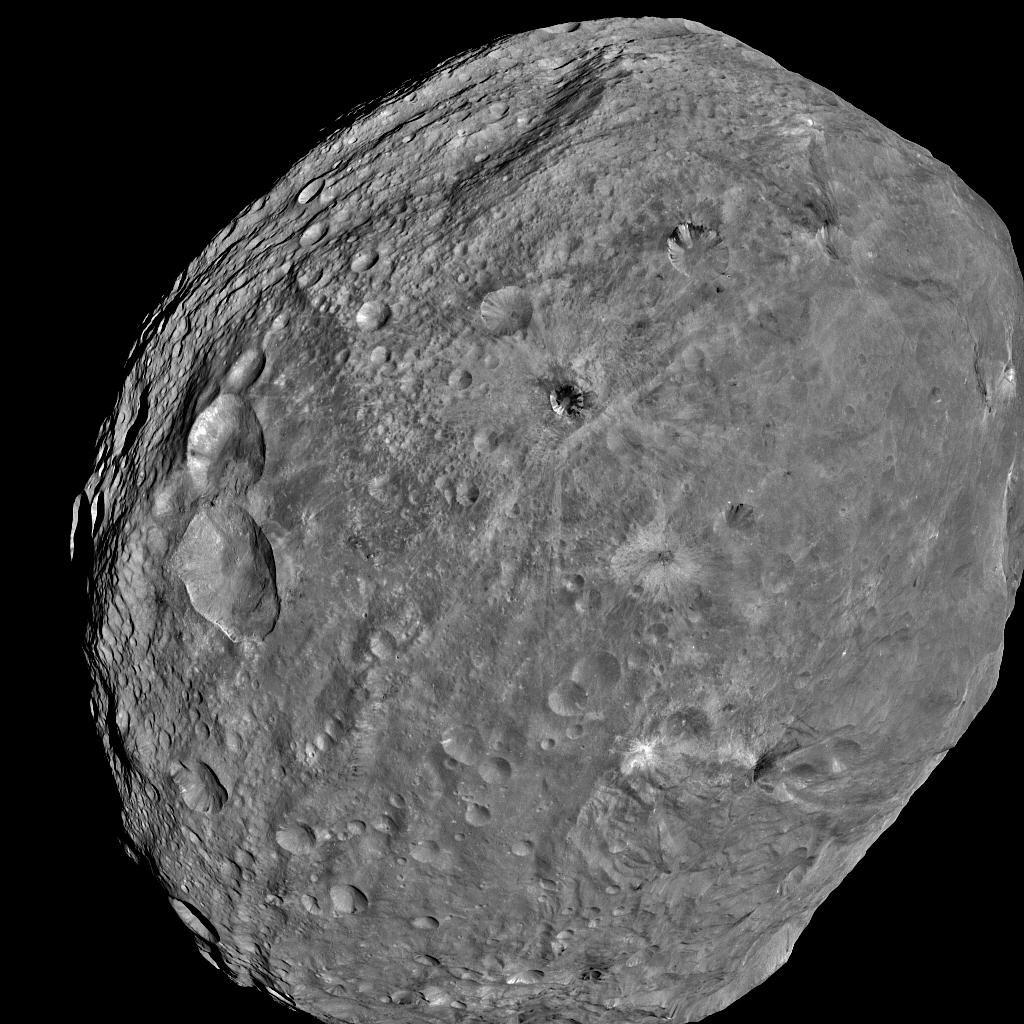
التسمية التوضيحية = صورة للكويكب فيستا التقطها مسبار الفضاء داون من مسافة 5200 كم (24 يوليو 2011)

4 فيستا (بالإنجليزية: 4 Vesta) هو ثاني كويكب بالنسبة إلى كتلته يٌكتشف في حزام الكويكبات الذي يشغل المسافة بين المريخ والمشتري. ويبلغ قطره 530 كيلومتر وتبلغ كتلته نحو 9% من مجمل كتله الكويكبات في ذلك الحزام.
الاسم الرسمي (4) فيستا (ينطق [ˈvεsta] ؛ يأتي الرقم 4 من تسمية الكويكبات وفقًا لترتيب الاكتشاف (1 سيريس، 2 بالاس، (3) جونو، 4 فيستا).
اكتشفه العالم الفلكي الألماني هاينريش أولبرز في 29 مارس 1807 وأعطاه هذا الاسم الذي يرجع إلى إلهة البيت في الأساطير الرومانية فيستا.
نيزك فيستا هو - مثل سيريس وربما بالاس أيضًا - كوكب أولي من وقت تكوين النظام الشمسي ، والذي لم يجد ما يكفي من المواد في بيئته ليتطور إلى كوكب أكبر. يحتوي على نسبة عالية نسبيًا من المعادن، وهو بيضاوي الشكل إلى حد ما (ربما بسبب اصطدام مبكر)، وهو الكويكب الوحيد الذي يمكن رؤيته أحيانًا بالعين المجردة.
دخلت مركبة الفضاء داون التابعة لناسا مدار فيستا في 16 يوليو 2011 في رحلة استكشافية لمدة عام، وغادرت مدار فيستا في 5 سبتمبر 2012 في طريقها إلى وجهتها النهائية، سيريس. يواصل الباحثون دراسة البيانات التي جمعتها داون للحصول على رؤى إضافية حول تكوين وتاريخ فيستا 4.

## خصائصه والسطوع
فقد 4 فيستا نحو 1% من كتلته خلال اصطدام حدث منذ مليار من السنين. وقد سقطت كثير من أجزائه الناتجة عن هذا الاصطدام على الأرض على هيئة نيازك (HED) وهي تدل على وجوده.
يبلغ أكبر بعد لكويكب  4 فيستا عن الشمس أقل من أقصر مسافة ل سيريس (كوكب قزم) بالنسبة للشمس. في 10 فبراير 2009 أثناء اقرب مسافة بين سيريس والشمس يصبح 4 فيستا بعيدا عنها، رغم أن فلكه يعتبر داخل فلك سيريس.
يتوافق شكل فيستا مع شكل بيضاوي ثلاثي المحاور بنصف قطر 280 كم و272 كم و227 كم (± 12 كيلومتر). فيستا ليس في حالة توازن هيدروستاتيكي وبالتالي لا يُحسب ضمن الكواكب القزمة.
بالنسبة للكتلة، تم حساب قيمتها 1,36 (± 0,05) × 10−10 كتلة شمسية، أي (2,71 × 1020 كيلوغرام) وبالتالي كثافة متوسطة تبلغ 3.7 (± 0.3) جرام/سنتيمتر مكعب . تبلغ فترة دوران الكويكب حول نفسه حوالي 5.3 ساعات.
بالمقارنة مع الكويكبات الأخرى، يتمتع فيستا بسطح لامع نسبيًا مع بياض يبلغ 0.42. أثناء مقابلته الأرض يكون بين 1.14 وحدة فلكية و1.59 وحدة فلكية من الأرض ويصل إلى سطوع ظاهري يصل إلى 5.2mag. وهذا يجعله ألمع كويكب في السماء الليلية ويمكن رؤيته بالعين المجردة في السماء المظلمة دون تلوث ضوء المدن.

## تكوينه الجيولوجي
توجد لدى علماء الفلك عددا كبيرا (نحو 200) من النيازك سقطت على الأرض تسمي نيازك HED تعطينا صورة عن تكوينه الجيولوجي.وهو ذو قلب من معدني الحديد والنيكل تعلوها طبقة من صخر الأوليفين وقشرة تحتوي على حبيبات الكالسيوم والألمونيوم وهي من أوائل العناصر المكونة للمجموعة الشمسية منذ نحو 4.600 مليون سنة.

## المدار
يدور كوكب فيستا حول الشمس في مدار شبه دائري بين 2.15 وحدة فلكية (الحضيض) و2.57 وحدة فلكية (الأوج) في 3.63 سنة. مداره مائل بمقدار 7.1 درجة عن مسار الشمس، وانحرافه المداري يساوي 0.089. وبالتالي فإن مداره يقع في حزام الكويكبات الداخلي.

## النيازك والصخور الفضائية
نيزك ميلبيليلي: نيزك يوكريتي يُعتقد أنه نشأ على كوكب فيستا.
من المحتمل أن يكون فيستا الجسم الأم لمجموعة HED من النيازك (الهاوارديت، واليوكريت، والديوجينيت)، والتي تشكل مجموعة فرعية من اللاكوندريتات المشابهة للصخور النارية على الأرض. تم إنشاء الارتباط بين نيازك HED و Vesta لأن أطياف هذه النيازك والكويكب متشابهة. ويٌدعم هذه الاحتمال من حقيقة أن جميع النيازك HED التي تم فحصها يبلغ عمرها ما بين 4.4 إلى 4.5 مليار سنة ؛ وهذا يقارب عمر الشمس. بردت الأجسام الأم لهذه النيازك بسرعة بعد تشكل النظام الشمسي، مما يشير إلى جسم سماوي صغير نسبيًا ويستبعد الأصل من الأقمار أو الكواكب الأكبر حجمًا. ترتبط بفيستا الكويكبات الفيستودية، وهي فئة من الكويكبات الأصغر حجمًا والتي تشترك أيضًا في أوجه تشابه طيفية مع فيستا وربما تكون قد انطلقت منه. من المحتمل أن تكون الفيستويدات قد خرجت من قشرة فيستا منذ أقل من مليار عام أثناء الاصطدام الذي شكل فوهة ريسيلفا. يمتد توزيع الكويكبات من مدار فيستا إلى مناطق في حزام الكويكبات التي تتعرض لاضطرابات من كوكب المشتري. بهذه الطريقة، من الممكن أن تصبح أجزاء من فيستا طرادات تدور حول الأرض، ومن الممكن أيضًا أن تـٌجلب نيازك HED بالقرب من الأرض بهذه الطريقة. لا يزال من غير الواضح ما إذا كانت هذه النيازك تنشأ بشكل مباشر من فيستا أو بشكل غير مباشر من فيستويد.

## مكوناته والسطح

داون
رسم متحرك يبين مسار المسبار الفضائي داون ' من 27 سبتمبر 2007 إلى 5 أكتوبر 2018
الأرض(أزرق)•المريخ (اصفر) • فيستا (لبني) •سيريس(أخضر).

فيستا هو كويكب متمايز ذو قشرة بازلتية وصخور وشاح فوق مافية، وكما يمكن استنتاجه من كثافته المتوسطة، فهو يحتوي على نواة من الحديد والنيكل. وبالتالي فإن فيستا لديه بنية مماثلة للكواكب الأرضية . وبالتالي فهو مختلف عن جميع الكويكبات الأخرى في الحزام الرئيسي.
ومع ذلك، فإن النيازك الحديدية التي عثر عليها على الأرض تسمح باستنتاج أنه لا بد من وجود كواكب صغيرة متمايزة أخرى في الأيام الأولى للنظام الشمسي، والتي دٌمرت على ما يبدو بسبب الاصطدامات، لأن النيازك الحديدية يتم تفسيرها على أنها شظايا من النوى المعدنية لهذه الأجسام.

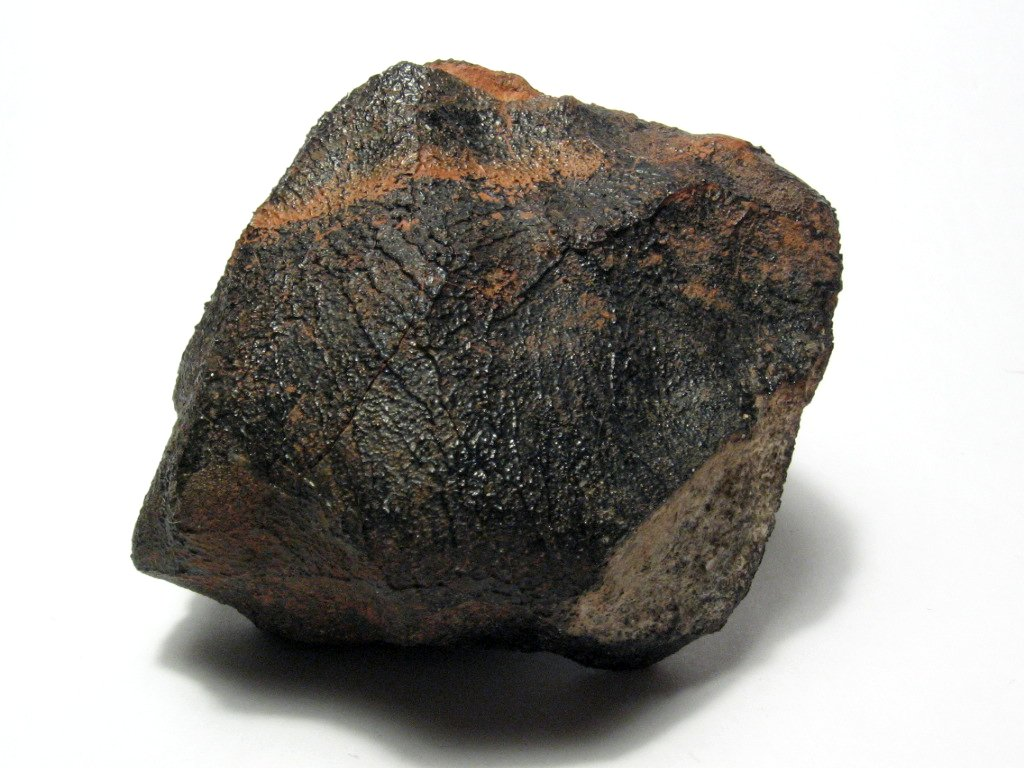
Millbillillie-Meteorit، وهو من الأويكريت ويعتقد أنه من فيستا 4.

لا بد أن فيستا عانت أيضًا من تصادمات شديدة مع أجسام ضخمة أخرى. وبالإضافة إلى العديد من الحفر الصدمية التي يصل قطرها إلى 150 كيلومترًا، تظهر الصورفوهة بركان ( حفرة)  كبيرة بشكل استثنائي يبلغ قطرها حوالي 450 كيلومترًا. ويبلغ عمق هذه الحفرة 8 كم (مُرمز لها باللون الأزرق في الشكل المجاور)، كما يتراوح ارتفاع جدرانها بين 8 كم و14 كم، وفي وسطها يرتفع جبل مركزي يبلغ ارتفاعه 13 كم (أحمر في الشكل).

وبمساعدة تلسكوب هابل الفضائي لم يكن من الممكن تحديد شكل وحجم فيستا فحسب، بل أمكن أيضًا تحديد المناطق المضيئة والمظلمة على سطحه، بل وحتى إنشاء خريطة جيولوجية تقريبية له. ويبدو أن السطح يتكون بالكامل من الصخور النارية. تم تفسير المناطق الموضحة باللون الأخضر على الخريطة الجيولوجية على أنها تدفقات من الحمم البازلتية ، وبالتالي تمثل بقايا سطح فيستا الأصلي. تتكون المناطق ذات اللون المحمر من الصخور المتطفلة التي بردت في البداية تحت السطح ثم تعرضت لاحقًا [[.
من المحتمل أن يكون النشاط الجيولوجي لفيستا ناتجًا عن الحرارة المنبعثة أثناء التحلل الإشعاعي لنظير الألومنيوم 26-Al، ومن المرجح أن يكون قد تضاءل وتوقف هذا النشاط الإشعاي منذ حوالي 4.4 مليار سنة، بعد وقت قصير نسبيًا من تشكل النظام الشمسي منذ حوالي 4.55 مليار سنة.
أظهرت المشاهدات الطيفية في مرصد مونا كيا وجود كميات صغيرة من المعادن التي تحتوي على الماء أو الهيدروكسيد على سطح فيستا. من المفترض أن هذه المادة ترسبت بعد أن برد الكويكب أثناء اصطدامه بالمذنبات أو الكوندريتات الكربونية.

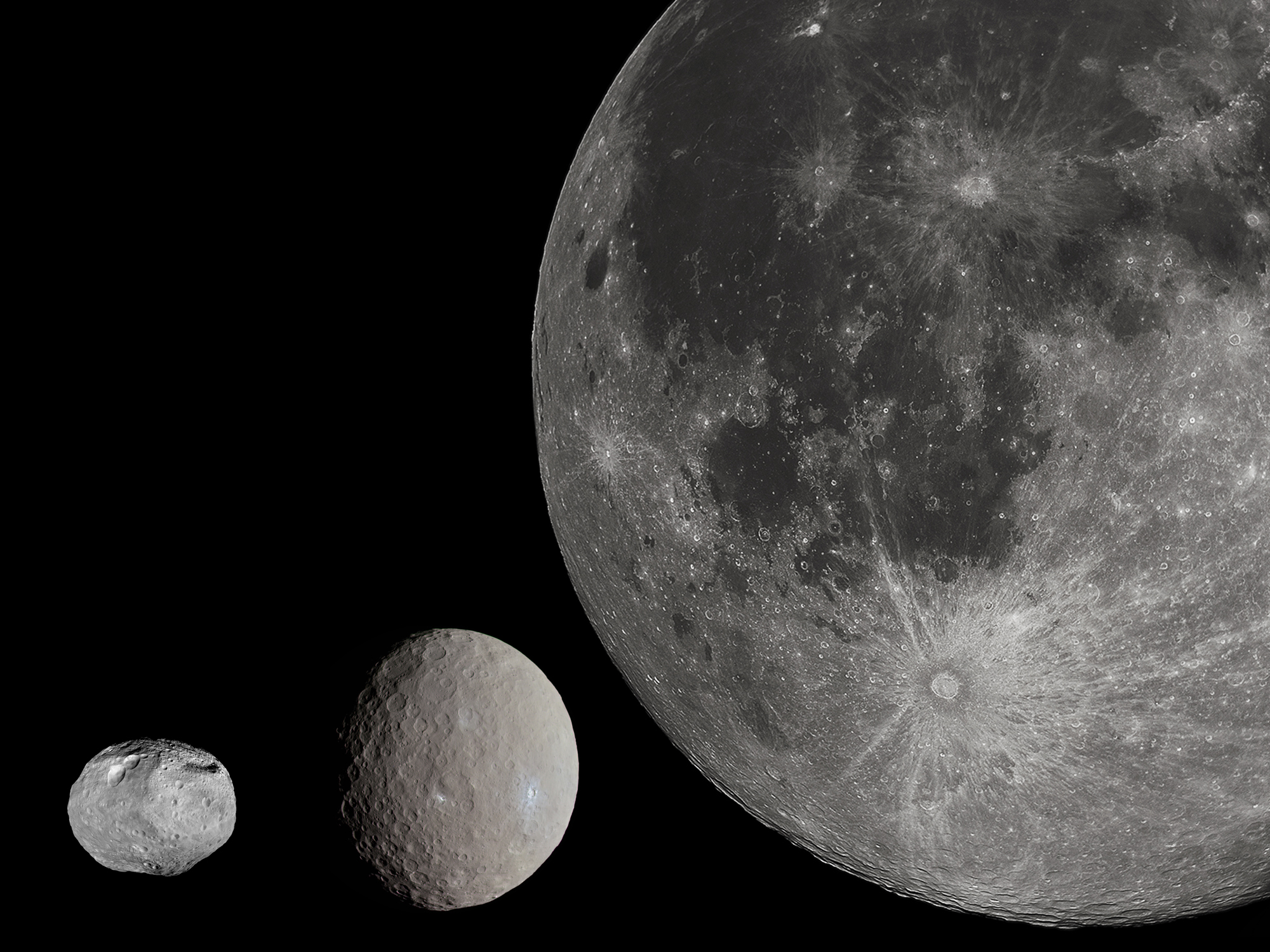
مقارنة بين أحجام فيستا وسيريس والقمر (من اليسار)

تشير المعلومات التركيبية من مطياف الأشعة المرئية والأشعة تحت الحمراء ، وكاشف أشعة جاما والنيوترونات (GRaND)، وكاميرا التأطير ، إلى أن غالبية تركيب سطح فيستا يتوافق مع تركيب نيازك الهاوارديت واليوكريت والديوجينيت. منطقة رياسيلفيا أغنى بالديوجينيت، وهذا ما يتوافق مع مادة التنقيب الناتجة عن الاصطدام المكوّن لحفرة "رياسيلفيا"  من أعماق فيستا. كما أن وجود الزبرجد الزيتوني داخل حفرة  رياسيلفيا يتوافق أيضًا مع تنقيب مادة الوشاح (الطبقة الخارجية). ومع ذلك، لم يُكتشف الزبرجد الزيتوني إلا في مناطق محددة من نصف الكرة الشمالي، وليس داخل حفرة رياسيلفيا. أصل هذا الزبرجد الزيتوني غير واضح حاليًا. على الرغم من أن علماء الفلك توقعوا أن يكون الزبرجد الزيتوني Olivin قد نشأ من وشاح فيستا قبل وصول مسبار الفضاء  داون المداري، إلا أن نقص الزبرجد الزيتوني في حفرتي  "رياسيلفيا"  و "فينينييا" يميل إلى هذا الرأي. فقد حـٌفر كلا الحوضين مواد من فيستيا بعمق يتراوح بين 60 و100 كيلومتر، أي أعمق بكثير من السُمك المتوقع لقشرة فيستا، والذي يتراوح بين 30 و40 كيلومترًا تقريبًا. قد تكون قشرة فيستا أكثر سُمكًا بكثير من المتوقع، أو قد تكون أحداث الاصطدام  بأجرام أخرى العنيفة التي نتجت عنها حفرتي  رياسيلفيا و فينينييا قد اختلطت فيها المواد بما يكفي لإخفاء الزبرجد الزيتوني عن الرصد. وبدلًا من ذلك  قد تكون أرصاد داون للزبرجد الزيتوني ناتجة عن ارتطام أجسام غنية بالزبرجد الزيتوني، لا علاقة لها بالبنية الداخلية لفيستا.

## معرض صور

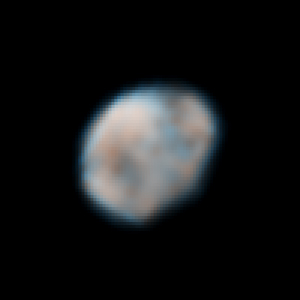
صورة الكويكب فيستا التقطها تلسكوب هابل الفضائي.
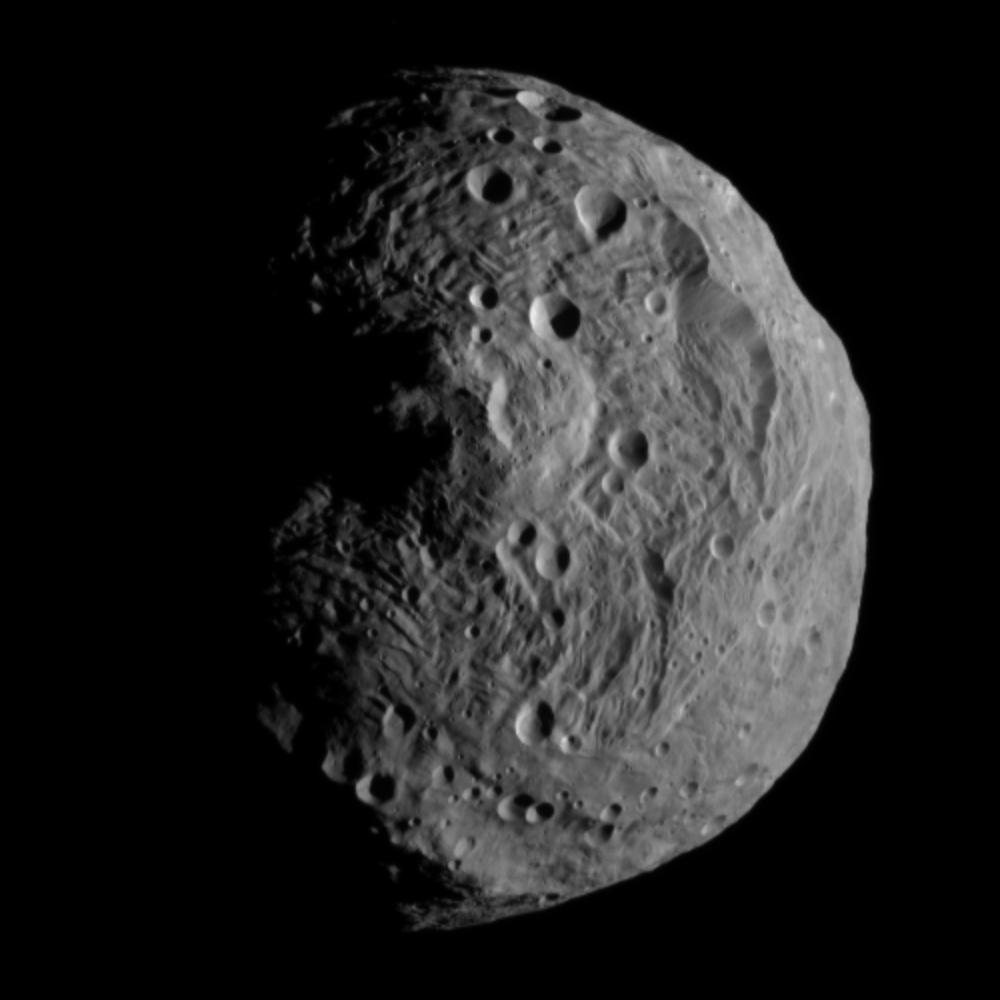
صورة للكويكب فيستا إلتقطها مسبار الفضاء "دوون" Dawn يوم 17 يوليو 2011
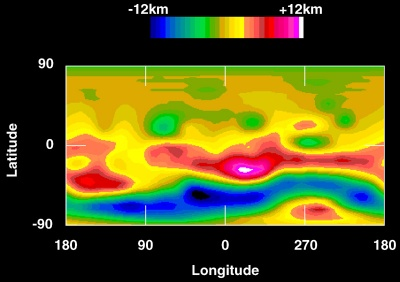
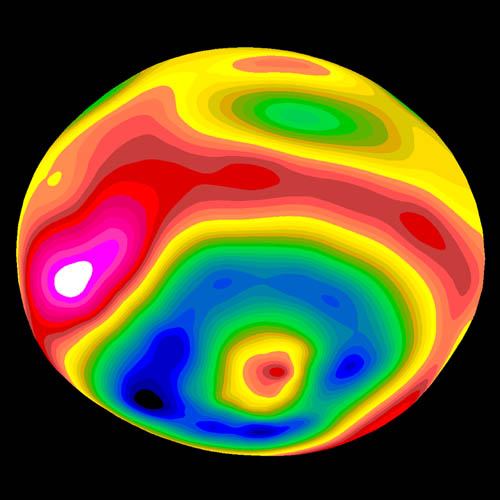
مخطط ارتفاع 4 فيستا (كما تم تحديده من صور تلسكوب هابل الفضائي في مايو 1996) كما يُرى من الجنوب الشرقي، ويُظهر فوهة رياسيلفيا في القطب الجنوبي وفراليا بلانيتيا بالقرب من خط الاستواء.
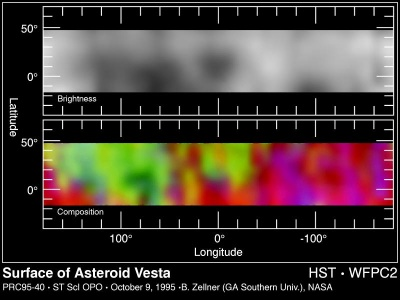

## الاستكشاف بواسطة مسبار الفضاء داون

فيستا في دورانه

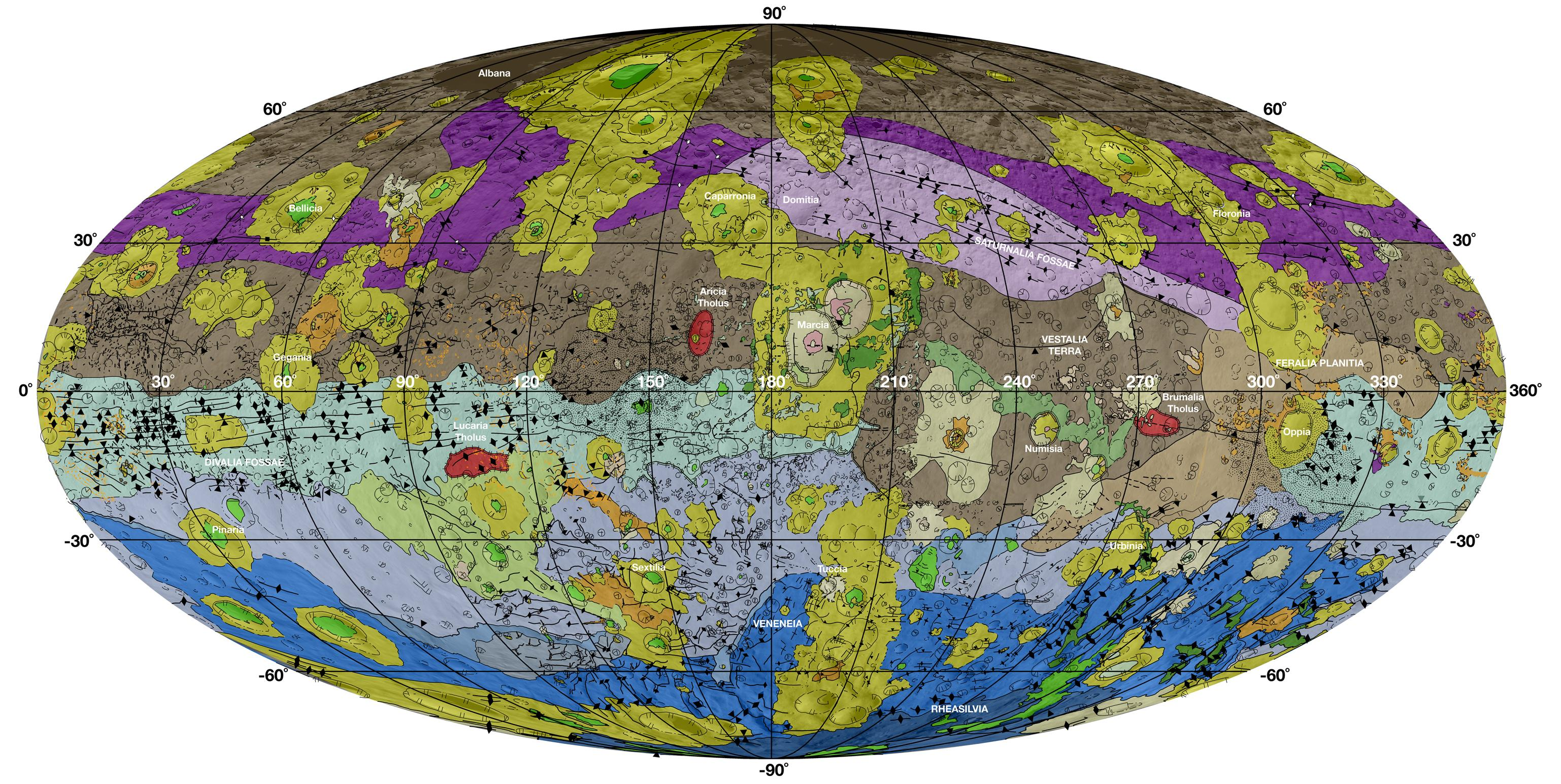
خريطة سطحية وخريطة جيولوجية لكوكب فيستا تم إنشاؤها باستخدام بيانات من المسبار الفضائي داون.

كان فيستا هو الهدف الأول للمركبة الفضائية داون، التي تم إطلاقها في 27 سبتمبر 2007. وقد قامت داون بتوسيع وتحسين المعرفة السابقة بالكويكب بشكل كبير عن طريق المشاهدة من الأرض. في 15 يوليو 2011، دخل المسبار مداره حول فيستا. تضمنت مهام المسبار التقاط صور ملونة، وتجميع خريطة طبوغرافية، والتحقيق في التركيب الكيميائي للسطح، وإنشاء خريطة جيولوجية حسب نوع الصخور، وقياس مجال الجاذبية، والبحث عن أقمار محتملة. أولاً، قدمت داون نظرة عامة كاملة على فيستا من مسافة 2750 كيلومترًا، تلا ذلك ثلاث مراحل من رسم الخرائط مع العديد من المشاهدات التفصيلية. الأول من ارتفاع 680 كم، والثاني من ارتفاع 180 كم، والثالث أيضًا من ارتفاع 680 كم ولكن بزاوية مختلفة. وفي هذه الأثناء أصبحت التغيرات الموسمية واضحة وأصبحت التضاريس في القطب الشمالي مرئية، والتي كانت في البداية لا تزال في الظلام.
قام الفريق بقيادة رالف جومان من المركز الألماني للفضاء الجوي (DLR) بإنشاء مقطع فيديو ثلاثي الأبعاد من الصور الملتقطة بين يوليو وأغسطس 2011 أثناء الاقتراب ومن ارتفاع 2700 كم. خلال التحليق الافتراضي يمكن رؤية جبل يبلغ ارتفاعه حوالي 25 كيلومترًا في القطب الجنوبي، وهو أعلى بثلاث مرات تقريبًا من جبل إيفرست. كما أن جبل أوليمبوس على المريخ له ارتفاع مماثل.
استكشفت المركبة الفضائية داون الكوكب حتى 5 سبتمبر 2012، ثم اتجه تحليقها إلى سيريس، الذي وصلت إليه في مارس 2015.

## نتائج الأبحاث منذ مهمةداون
طبقا لبحث نشرته جامعة برن في يوليو/تموز 2014، لم يتم العثور على أي دليل على وجودالزبرجد الزيتوني Olivin على سطح الفوهات الكبيرة في فيستا 4. ومع ذلك، وفقًا لحسابات النموذج، كان من المفترض أن تكون صخور الوشاح هذه موجودة في فوهات الاصطدام الكبيرة. ويبدو أن هذا يعني أن قشرة الكويكب أكثر سمكًا مما كان يُعتقد سابقًا. وبحسب التقديرات فإن هذا يزيد عن عمق 80 كيلومترًا. وبناءً على ذلك، تتغير أبعاد البنية الداخلية، لأن الوشاح الأساسي المحيط بالنواة يجب أن يكون حينها أرق بكثير. لذلك قد يكون من الضروري إعادة النظر في تكوين وأصل فيستا 4.

## اقرأ أيضا
- كويكب 2012 تي سي4
- سيريس (كوكب قزم)
- حزام الكويكبات
- سكوربيوس إكس-1
- قزم أبيض
- عملاق أحمر
- الانفجار العظيم
- مسييه 100
- نابض
- نجم الدجاجة إكس-1
- هانوفر (كويكب)
- 243 إيدا